# Conocalama
Conocalama is een geslacht van insecten uit de orde vliesvleugeligen (Hymenoptera) en de familie Ichneumonidae.

## Soorten
- C. bolteri (Cresson, 1868)
- C. brullei (Cresson, 1877)
- C. canadensis (Provancher, 1877)
- C. catalinarum Heinrich, 1957
- C. copei (Cresson, 1868)
- C. flammipennis (Morley, 1915)
- C. fuscalata Hopper, 1939
- C. galbinata Hopper, 1939
- C. manitobae Heinrich, 1962
- C. occidentalis (Cresson, 1868)
- C. quebecensis (Provancher, 1874)
- C. rileyi (Cresson, 1868)
- C. violipennis Hopper, 1939